# Џон Гајгер
Џон Франсис Гајгер (енгл. John Francis Geiger; Филаделфија, 28. март 1873 — Филаделфија, 6. децембар 1956) је био амерички веслач, освајач златне медаље на Олимпијским играма у Паризу 1900. године са посадом осмерца Vesper Boat Club из Филаделфије, који се такмичио за САД.
Гајгер је учествовао само у такмичењима осмераца. Посада осмерца у саставу Вилијам Кар, Хари Дебек, Џон Ексли, Џон Гајгер, Едвин Хедли, Џејмс Џувенал, Роско Локвуд, Едвард Марш и Луис Абел била је прва у полуфиналу и финалу и освојила је златну медаљу. 